# Chlorophorus punctiger
Chlorophorus punctiger là một loài bọ cánh cứng trong họ Cerambycidae.